# Je t'aime, etc.
Je t'aime, etc. est une émission de télévision française présentée par Daphné Bürki et diffusée sur France 2 du 28 août 2017 au 15 décembre 2020
Elle est diffusée du lundi au vendredi à 14 h 55, puis à 15 h 05.
Après avoir été prolongée pendant le premier confinement dû à la pandémie de Covid-19, l'émission est finalement arrêtée le 15 décembre 2020.

## Principe
Selon sa présentatrice, l'émission est un talk-show qui « parlera d'amour et de cuisine, d'amour et de culture, d'amour et de sport ».
Occasionnellement, une personnalité est invitée dans l'émission. Le premier d'entre eux, Julien Clerc, est présenté comme le parrain de l'émission, choix expliqué par la chanson qu'il interprète depuis 2017, Je t'aime etc.

## Participants
Daphné Bürki est entourée de chroniqueurs, parmi lesquels on peut citer :
- Janane Boudili
- Caroline Diament, chroniqueuse
- Isabelle Alonso, romancière,
- Alexandre Jonette, réalisateur
- André Manoukian
- Erwann Menthéour
- Alexandra Hubin, sexologue
- Caroline Weil
- Gerald Kierzek
- Paola Puerari
- Patrick Bauwen, romancier et médecin urgentiste.
- Aurore Vincenti, linguiste

## Audiences
La première semaine, Je t'aime, etc. réunit en moyenne 400 000  téléspectateurs, soit 5,4 % du public.
| Numéro | Date de diffusion           | Audience moyenne  | Audience moyenne  | Réf.              |
| Numéro | Date de diffusion           | Audiences         | PDM               | Réf.              |
| ------ | --------------------------- | ----------------- | ----------------- | ----------------- |
| 1      | Lundi 28 août 2017          | 439 000           | 5,9 %             | [ 3 ]             |
| 2      | Mardi 29 août 2017          | 404 000           | 5,3 %             | [ 4 ]             |
| 3      | Mercredi 30 août 2017       | 372 000           | 4,8 %             | [ 5 ]             |
| 4      | Jeudi 31 août 2017          | 383 000           | 5,1 %             | [ 6 ]             |
| 5      | Vendredi 1er septembre 2017 | Audience inconnue | Audience inconnue | Audience inconnue |
| 6      | Lundi 4 septembre 2017      | 377 000           | 5,5 %             | [ 7 ]             |
| 7      | Mardi 5 septembre 2017      | 362 000           | 6 %               | [ 8 ]             |
| 8      | Mercredi 6 septembre 2017   | 420 000           | 5,6 %             | [ 9 ]             |
| 9      | Jeudi 7 septembre 2017      | 313 000           | 4,9 %             | [ 10 ]            |
| 10     | Vendredi 8 septembre 2017   | Audience inconnue | Audience inconnue | Audience inconnue |
| 11     | Lundi 11 septembre 2017     | 338 000           | 4,8 %             | [ 11 ]            |
| 12     | Mardi 12 septembre 2017     | 350 000           | 5,3 %             | [ 12 ]            |
| 13     | Mercredi 13 septembre 2017  | 333 000           | 4,6 %             | [ 13 ]            |
| 14     | Jeudi 14 septembre 2017     | 349 000           | 5,3 %             | [ 14 ]            |
| 15     | Vendredi 15 septembre 2017  | Audience inconnue | Audience inconnue | Audience inconnue |
| 16     | Lundi 18 septembre 2017     | 308 000           | 4,4 %             | [ 15 ]            |
| 17     | Mardi 19 septembre 2017     | 443 000           | 6,7 %             | [ 16 ]            |
| 18     | Mercredi 20 septembre 2017  |                   | 4,8 %             | [ 17 ]            |
| 19     | Jeudi 21 septembre 2017     | 386 000           | 6,3 %             | [ 17 ]            |
| 20     | Mardi 7 septembre 2017      | 530 000           | 7,8 %             | [ 18 ]            |
| 21     | Mardi 24 octobre 2017       | 368 000           | 5,1 %             | [ 19 ]            |
| 22     | Mardi 14 novembre 2017      | 412 000           | 6,1 %             | [ 20 ]            |
| 23     | Lundi 20 novembre 2017      | 538 000           | 7,2 %             | [ 21 ]            |
| 24     | Mardi 21 novembre 2017      | 362 000           | 5,0 %             | [ 22 ]            |
| 25     | Jeudi 30 novembre 2017      | 464 000           | 6,4 %             | [ 23 ]            |
| 26     | Lundi 11 décembre 2017      | 546 000           | 6,6 %             | [ 24 ]            |
| 27     | Lundi 18 décembre 2017      |                   | 6.8 %             | [ 25 ]            |

Légende :
En fond vert  = Les plus hauts chiffres d'audiences/PDM
En fond rouge = Les plus bas chiffres d'audiences/PDM